# Parnassia yanyuanensis
Parnassia yanyuanensis är en benvedsväxtart som beskrevs av Tsue Chih Ku. Parnassia yanyuanensis ingår i släktet Parnassia och familjen Celastraceae. Inga underarter finns listade.